# Marlon Sündermann
Marlon Sündermann (* 16. Mai 1998 in Göttingen) ist ein deutscher Fußballtorhüter.

## Karriere
Sündermann begann in seiner Jugend beim RSV Göttingen 05 und dem JFV Göttingen mit dem Fußballspielen. Von dort wechselte er 2013 in die Jugendabteilung von Hannover 96. Sein erstes Spiel in der B-Junioren-Bundesliga bestritt er am 9. August 2014 beim 4:0-Sieg gegen Carl Zeiss Jena. In der Saison 2014/2015 kam er ebenfalls erstmals in der A-Junioren-Bundesliga Nord/Nordost zum Einsatz. Sein Debüt gab er am 8. Februar 2015 beim 2:1-Sieg gegen den FC St. Pauli.
Zur Saison 2017/2018 war er für die zweite Mannschaft Hannovers gemeldet und wurde dort in der Regionalliga Nord eingesetzt. Sein erstes Spiel machte er am 2. August 2017 gegen Eintracht Norderstedt. Hannover verlor das Spiel mit 1:2. Insgesamt kommt Sündermann auf 51 Spiele für die zweite Mannschaft Hannovers. Am 3. März 2018 stand er erstmals im Kader Hannovers in der Bundesliga bei der 0:1-Niederlage gegen Eintracht Frankfurt.
Sein Profi-Debüt für Hannover gab er am 23. Mai 2021 in der 2. Bundesliga im Spiel gegen den 1. FC Nürnberg. Er wurde in der Halbzeit von Trainer Kenan Koçak für Michael Ratajczak eingewechselt.
Im Oktober 2022 wechselte er nach viermonatiger Vereinslosigkeit zum Regionalligisten KSV Hessen Kassel. Seit dem 1. Juli 2023 ist er vereinslos.